# Геліогабал
Марк Аврелій Антонін Геліогабал або Елагабал (лат. Marcus Aurelius Antoninus Heliogabalus) (*203 —↑222) — римський імператор із династії Северів із червня 218 по березень 222.

## Родинні зв'язки

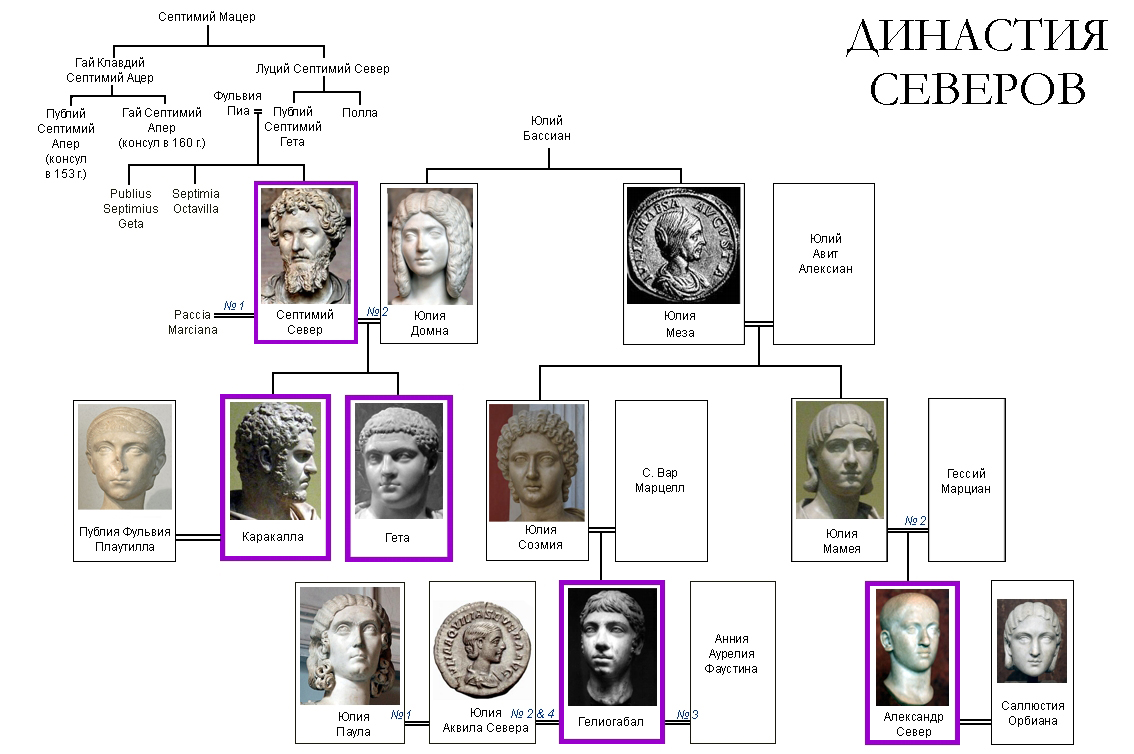
Династія Северів

Син Юлії Соемії (Соеміади, Soaemias), онук Юлії Мези (Moesa), рідної сестри Юлії Домни, дружини імператора Септимія Севера. Соемія була одружена з сирійцем Секстом Варієм Марцелом, і Геліогабал носив спершу ім'я Авіта Варія Бассіана, а вже потім прийняв ім'я Марка Аврелія Антоніна. За чутками, які пізніше публічно підтримали Соемія і Меза, Геліогабал був незаконнонародженим сином імператора Антоніна Каракалли.

## Біографія

### Початок правління
Після загибелі Каракалли, коли на престол вступив Макрін, Соемія з матір'ю і сестрою, Юлією Мамією, поселились в Емесі. Тут син Соемії був освячений в головні жерці фінікійського бога сонця, Ел(а)-Габала. Гарний хлопчик у пишному одязі жерця подобався сирійським легіонам, і дякуючи золоту й інтригам бабці він був ними проголошений імператором під іменем Цезар Марк Аврелій Антонін Август у чотирнадцятирічному віці. Після перемоги над полководцем Макріна Юліаном, а потому і над самим Макріном Геліогабал рушив до Риму. Дорогою до столиці він вже проявив своє самовладдя — результат виховання в дусі східного деспотизму: не чекаючи сенатського рішення, він прийняв титули Pius Felix Proconsul tribunicia potestate. Сенат при ньому був цілком принижений включенням в його склад купи вихідців з Азії; магістратура стала власністю акторів, вільновідпущених і слуг.

### Взаємини з релігією
Офіційній римській релігії був нанесений сильний удар введенням культу сирійського бога сонця, на честь якого був побудований храм на Палатині. Тут були зібрані найсвященніші для римлян предмети: паладіум, анкілії (щити Саліїв), вогонь Вести, яким тепер довелось відступити на другий план перед зображенням чорного каменя, символу сонячного бога. Тут імператор, що назвав себе sacerdos amplissimus dei invicti Solis Elagabali, щодня чинив богослужіння, в сирійському костюмі, з підведеними очима і бровами, з набіленими і нарум'яненими щоками, в присутності всіх посадових осіб Рима. Наприкінці імператор виконував священний танець під акомпанемент інструментів і хоровий спів дівчат, супроводжуючи гімни оргаїстичними рухами і крутінням навколо вівтарів. Не задовольняючись звичайними релігійними церемоніями, Геліогабал вчинив урочисте вінчання свого бога з привезеною з Карфагена богинею Танітою (Астартою).
Особисте життя імператора було суцільною розпустою: він пишався тим, що жодна продажна жінка не мала стільки коханців, скільки мав він. Але найжахливішим аспектом правління Геліогабала були людські жертви, які приносили по всій Італії.

### Шлюб
У 221 році він оголосив своєю дружиною дівчину-весталку, хоча вона за священними законами повинна була берегти цноту все життя. Це була вже його друга дружина, і з нею він вчинив так само, як і з першою — відіслав від себе через короткий проміжок часу для того, щоб одружитись з третьою (Геродіан: 5; 6). Однак і з нею шлюб його не був довгим. Зрештою Геліогабал одружився як жінка зі своїм коханцем Зотикою, який користувався у весь час його правління величезним впливом.

### Розпусні звички
Все, що до нього робили таємно, Геліогабал став робити відкрито, на очах у багатьох людей. Сам він, кажуть, не мав такої частини тіла, яка не служила б для хіті, і пишався тим, що до численних видів розпусти попередніх імператорів зміг додати декілька нових. Іноді він з'являвся на бенкетах оголений в колісниці, яку тягли голі блудниці, яких він підганяв батогом. А бенкети його часто влаштовували таким чином, що після кожної зміни страв належало кохатись з жінками. У лазні він зазвичай теж мився з жінками і сам натирав їх маззю для видалення волосся (Лампрідій: «Антонін Геліогабал»; 5, 6, 10—12, 29—31, 33). Одним із коханців імператора був колісничий Гієрокл.
Розкіш і марнотратство імператора доходили до таких меж, що він жодного разу в житті не одягав двічі один і той же одяг і навіть одні й ті ж коштовності. А дехто стверджує, що він жодного разу не мився двічі в одній і тій же лазні, наказуючи після миття ламати їх і будувати нові. Купався він винятково у водоймах, заповнених пахучими мазями або есенцією шафрану, а для зігрівання своїх апартаментів розпоряджався палити індійські пахощі без вугілля. Розкішністю прийомів Геліогабал перевершив навіть Вітеллія. Не раз горох у нього подавали із золотими кульками, боби — з бурштином, рис — із білими перлинами, а риб замість перцю посипали перлинами і трюфелями. Собак він наказував годувати гусячими печінками, а в ясла коням сипати анамейський виноград (Лампрідій: «Антонін Геліогабал»; 10,29—33).

### Смерть
Безумства юного імператора змусили Мезу попіклуватись про надання престолу другому онуку, Александру Северу, сину Мамеї, який завдяки своєму греко-римському вихованню, а також високому рівню освіченості, був повною протилежністю Геліогабалу. Юлія Меза досягла того, що Александр був оголошений цезарем і співправителем. Коли Геліогабал спробував знищити двоюрідного брата, солдати підняли заколот проти імператора і вбили його разом із матір'ю. Труп Геліогабала викинули в Тибр, заборонивши будь-кому з його роду приймати ім'я Антонін, яке він знеславив.

## У мистецтві
Французький драматург, письменник і філософ Антонен Арто присвятив Геліогабалу свій роман «Геліогабал, або коронований анархіст» (фр. Héliogabale ou l'Anarchiste couronné).

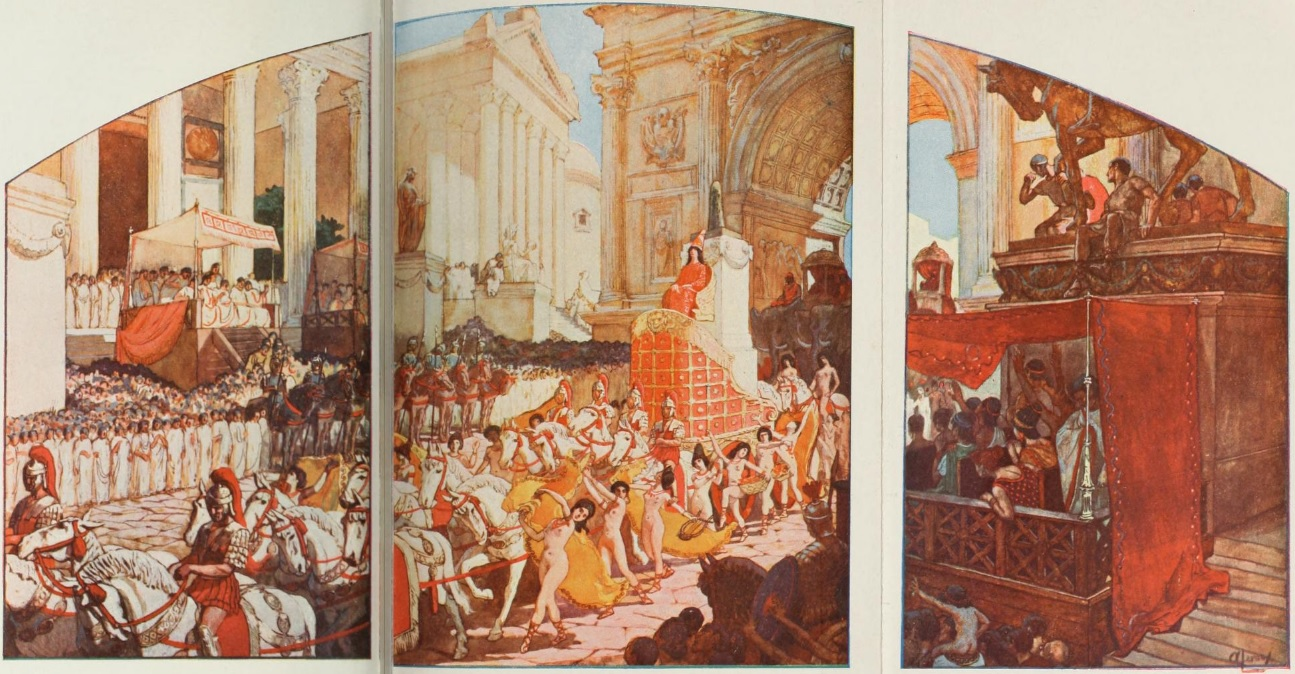
Огюст Леру. «Тріумф Геліогабала» (1902)
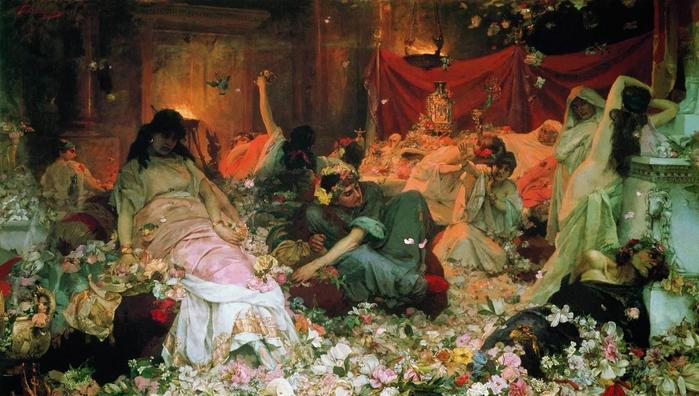
Павло Олександрович Сведомський. «Погребіння у квітах»
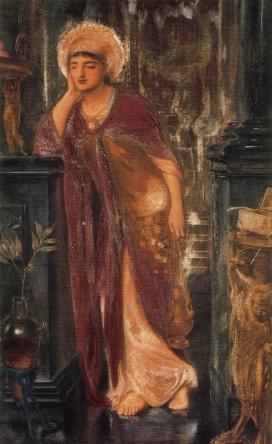
Сімеон Соломон. "Геліогабал, священник Сонця" (1866 р.), олівець і акварель.)

## Родовід
- Птолемей I Сотер, Фараон Єгипту
  -  Птолемей II Філадельф, Фараон Єгипту
    -  Птолемей III Евергет, Фараон Єгипту
      -  Птолемей IV Філопатор, Фараон Єгипту
        -  Птолемей V Епіфан, Фараон Єгипту
          -  Птолемей V Епіфан, Фараон Єгипту
            -  Клеопатра ІІ, Фараон Єгипту
              -  Клеопатра III, Фараон Єгипту
                -  Птолемей X, Фараон Єгипту
                  -  Клеопатра V, Фараон Єгипту
                    -  Клеопатра VII, Фараон Єгипту
                      -  Клеопатра Селена II, Фараон Єгипту
                        -  Птолемей, Цар Мавретанії
                          -  Гай Юлій Алексіон, Принц Сирії
                            -  Гай Юлій Бассіан, Принц Сирії
                              -  Юлія Домна, Римська Імператриця
                                -  Каракалла, Римський Імператор
                                -  Ґета, Римський Імператор

                              -  Юлія Меза, Принцеса Сирії
                                -  Юлія Соемія, Принцеса Сирії
                                  -  Геліогабал, Римський Імператор

                                -  Юлія Мамея, Принцеса Сирії
                                  -  Александер Север, Римський Імператор